# Norwichi repülőtér
A Norwichi repülőtér (IATA: NWI, ICAO: EGSH) Anglia egyik nemzetközi repülőtere, amely Norwich közelében található. Éves utasforgalma 319 040 fő (2022).

## Futópályák
A repülőtér futópályái:
- 09/27 (1841 m, 45 m, beton, aszfalt)

## Forgalom
Az utasforgalom az elmúlt években az alábbi módon változott:
| Utasok száma | 64 737 | 165 304 | 192 732 | 225 329 | 249 526 | 365 281 | 745 192 | 413 837 | 528 153 | 319 040 |
|              | 1973   | 1978    | 1984    | 1989    | 1995    | 2000    | 2006    | 2011    | 2017    | 2022    |